# Glatter Gyula
Glatter Gyula (München, 1886. március 27. – Budapest, 1927. június 3.) magyar festőművész.

## Életrajza
Glatter Ármin festő fiaként született művészcsaládban. Tanulmányait Budapesten kezdte, ahol 1901-től 1904-ig a mintarajziskolába járt, majd 1906-ban a müncheni akadémián, ezt követően a nagybányai és a szolnoki művésztelepeken tanult, végül pedig a Benczúr-mesteriskolában képezte magát tovább. Mestere Benczúr Gyula volt.
1908 tavaszától rendszeresen állította ki műveit a Műcsarnokban. Huszonkét éves volt, amikor Öreg asszony és fiatal leány című képéért Harkányi-díjjal tüntették ki. 1908 tavaszától az év végéig Szolnokon tanult egy Kohner-féle ösztöndíjjal. A Műcsarnok 1909-10. évi téli kiállításán egy női arcképével nyerte el huszonhárom évesen az állami kisaranyérmet, majd 1911-ben a Nemzeti Szalon 200. jubiláris kiállításán pedig megkapta az arckép-díjat is. 1926-ban Lequietóban Ottó királyfit is lefestette.
Fiatalon tűnt föl, az emberek a sors különös kedvencének tartották őt. Már 1913-ban, az első világháború előtti évben is a legkeresettebb arcképfestő volt a felső tízezer körében. Ezen kívül több életképet, aktot, tájképet valamint csendéletet is készített. Nagy sikert aratott külföldön is velencei, müncheni és bécs tárlatai során.
Tagja volt az 1900-as évek elején megalakult első dömösi művészcsoportnak, haláláig lakott és dolgozott Dömösön saját műteremmel berendezett házában. Műtermében ezek az utolsó arcképek maradtak: Anna királyi hercegnő; József Ferenc királyi herceg; Csáky Károly gr. honvédelmi miniszter.
A Műcsarnokban halála után, 1928-ban emlékkiállítást rendeztek műveinek egy részéből. Több festménye megtalálható a Magyar Nemzeti Galériában.
1927. június 3-án öngyilkos lett.

## Nevezetesebb arcképei
- Wernhardt Pál altábornagy, Budapest katonai parancsnoka (1912);
- Csáky Albin gr. a főrendiház elnöke (1912);
- Gr. Zichy Jánosné (1915-16);
- Bánffy Miklós gr. (1915);
- Huszár Pufi színművész (1918);
- Koessler János zeneszerző (1923);
- Gr. Bethlen Istvánné (1923);
- Pécsi József fényképész (1923);
- Mikes János gr. szombathelyi püspök (1926);
- Róna József szobrász (1926).

## Díjak, elismerések
- Harkányi-díj (1908)
- állami kis aranyérem (1909)
- a Nemzeti Szalon arckép-díja (1911)
- állami figurális díj (1921)
- Médaille Anterieurement (1927, Párizs)